# كأس الصين الدولية
بطولة كأس الصين الدولية لكرة القدم (بالإنجليزية: China Cup International Football Championship) و(بالصينية: 中国杯国际足球锦标赛) هي بطولة كرة قدم دولية ودية تعقد في الصين وتنظمها مجموعة واندا. عقدت البطولة لأول مرة في 2017 كدورة بنظام خروج المغلوب، تضم 4 منتخبات، بما في ذلك البلد المنظم، الصين. هناك خطط لتوسيع عدد المشاركين إلى ثمانية منتخبات.

## سجل الأبطال
| السنة | المدينة | البطل      | الوصيف  | المركز الثالث  | المركز الرابع |
| ----- | ------- | ---------- | ------- | -------------- | ------------- |
| 2017  | ناننينغ | تشيلي      | آيسلندا | الصين          | كرواتيا       |
| 2018  | ناننينغ | الأوروغواي | ويلز    | جمهورية التشيك | الصين         |
| 2019  | ناننينغ | الأوروغواي | تايلاند | أوزبكستان      | الصين         |

## سجل المشاركين
| الفريق         | البطل          | الوصيف   | المركز الثالث | المركزالرابع   |
| -------------- | -------------- | -------- | ------------- | -------------- |
| الأوروغواي     | 2 (2018، 2019) | —        | —             | —              |
| تشيلي          | 1 (2017)       | —        | —             | —              |
| آيسلندا        | —              | 1 (2017) | —             | —              |
| ويلز           | —              | 1 (2018) | —             | —              |
| تايلاند        | —              | 1 (2019) | —             | —              |
| الصين          | —              | —        | 1 (2017)      | 2 (2018، 2019) |
| جمهورية التشيك | —              | —        | 1 (2018)      | —              |
| أوزبكستان      | —              | —        | 1 (2019)      | —              |
| كرواتيا        | —              | —        | —             | 1 (2017)       |